# Come una volta - Un amore da favola
Come una volta - Un amore da favola è un programma televisivo italiano, di genere docu-reality trasmesso da NOVE a partire dal 20 aprile 2022, con la narrazione delle vicende di Melina Martello.

## Il programma
Sei ragazzi e sei ragazze decidono di tornare indietro nel 1800. Vivranno in un castello e seguiranno tutte le regole dell'epoca nella speranza di trovare un amore da favola.

## Edizioni
| Edizione | Narrazione      | Periodo        | Periodo       | Puntate | Partecipanti | Rete       | Rete | Location                |
| Edizione | Narrazione      | Inizio         | Fine          | Puntate | Partecipanti | Pay        | Free | Location                |
| -------- | --------------- | -------------- | ------------- | ------- | ------------ | ---------- | ---- | ----------------------- |
| 1ª       | Melina Martello | 20 aprile 2022 | 4 maggio 2022 | 7       | 12           | Discovery+ | NOVE | Castello di Govone (CN) |

## Prima edizione
La prima edizione del docu-reality va in onda su NOVE, dal 20 aprile al 4 maggio 2022, con una puntata ogni mercoledì, in prima serata, (per i primi due episodi), e la terza puntata in seconda serata, per un totale di 7 episodi. Le puntate vengono trasmesse, dapprima, in anteprima su Discovery+, a partire dal 6 gennaio 2022, con una cadenza di un episodio a settimana.

### Cast
- Emanuele Pironti: maestro di ballo.
- Nikolai Selikovsky: maestro di cerimonie.
- Massimo da Cepparello:  precettore.
- Elisa Vianello: psicologa e psicoterapeuta.
- Laura Pranzetti Lombardini: istruttrice.

### Partecipanti
| Le damigelle (Mademoiselles) | Le damigelle (Mademoiselles) | Le damigelle (Mademoiselles) | Le damigelle (Mademoiselles) |
| Nome                         | Età                          | Professione                  | Luogo di nascita             |
| ---------------------------- | ---------------------------- | ---------------------------- | ---------------------------- |
| Glenda Resta                 | 20 anni                      | Studentessa                  | Turi                         |
| Aurora Giaconia              | 20 anni                      | Cubista                      | Roma                         |
| Sofia Tomassini              | 22 anni                      | Parrucchiera                 | Gallese                      |
| Matilda Morri                | 22 anni                      | Studentessa                  | Rimini                       |
| Gabriela Iacomi              | 24 anni                      | Social creator               | Conegliano                   |
| Clelia Cicoria               | 30 anni                      | Studentessa                  | Napoli                       |
| I gentiluomini (Messieurs)   |                              |                              |                              |
| Nome                         | Età                          | Professione                  | Luogo di nascita             |
| Riccardo Rodolfi             | 26 anni                      | Musicista                    | Roma                         |
| Davide Iovinella             | 27 anni                      | Calciatore                   | Napoli                       |
| Ruben Fratocchi              | 28 anni                      | Commesso                     | Roma                         |
| Joseph Annunziata            | 23 anni                      | Studente                     | Grosseto                     |
| Cristiano Tesse              | 24 anni                      | Libero professionista        | Roma                         |
| Rocco Leo Gullà              |                              | Studente                     | Firenze                      |

### Ascolti
| Puntata | Nome episodio | Messa in onda  | Telespettatori | Share   |
| ------- | ------------- | -------------- | -------------- | ------- |
| 1       | Episodio 1    | 20 aprile 2022 | 199.000        | 0,9%    |
| 2       | Episodio 2    | 27 aprile 2022 | 126.000        | 0,8%    |
| 3       | Episodio 3    | 4 maggio 2022  |                |         |
| 4       | Episodio 4    | inedita        | inedita        | inedita |
| 5       | Episodio 5    | inedita        | inedita        | inedita |
| 6       | Episodio 6    | inedita        | inedita        | inedita |
| 7       | La reunion    | inedita        | inedita        | inedita |
| Media   |               |                |                |         |